# Большой Несветай
Большо́й Несвета́й — река в Ростовской области России, левый приток реки Тузлов (бассейн Дона).
Длина реки — 71 км (третий по длине приток Тузлова после Грушевки и Кадамовки), площадь водосборного бассейна — 966 км². Протекает по территории Красносулинского, Родионово-Несветайского, Аксайского районов и городского округа Новошахтинска.

## Описание
Берёт начало на южном склоне Донецкого кряжа, к северу от хутора Петровского Красносулинского района. Высота истока — 220 м над уровнем моря. Протекает по равнинной степи. Течёт вначале на юг, у пгт Самбек поворачивает на юго-запад. У хутора Болдыревка принимает справа реку Керету. У хутора Поповка поворачивает на юго-восток. К северу от хутора Гребцово принимает слева реку Малый Несветай, свой крупнейший приток. Впадает в реку Тузлов с левой стороны, в 44 км от её устья, к северу от хутора Камышеваха Аксайского района.
Река весьма извилиста. На реке сооружены пруды.

## Водный режим
Река маловодная, течение медленное, в засушливые годы летом пересыхает. Питается подземными водами, в нижнем течении наблюдается прерывистое течение.

## Животный мир
В реке водится щука, окунь, тарань и краснопёрка.

## Бассейн
- - б. Собачья (л) — приток: б. Букина
  - б. Камышеваха (л)
  - Керета (п) — приток: б. Малая Дубовая
  - б. Солёная (л)
  - б. Цингута (п)
  - б. Дудикова (л)
  - Малый Несветай (л) — притоки: б. Солёная, б. Бугровая, б. Каменная, Джельмента
  - б. Кирбитова (п)

## Населённые пункты
- х. Петровский
- х. Личный Труд
- х. Шахтенки
- пгт. Самбек (Новошахтинск)
- х. Болдыревка
- х. Дарьевка
- х. Новотроицкий
- х. Поповка
- х. Павленков
- сл. Родионово-Несветайская
- сл. Кутейниково
- х. Гребцово
- х. Валовый
- х. Горизонт